# Gnathia sanrikuensis
Gnathia sanrikuensis är en kräftdjursart som beskrevs av Nunomura 1998. Gnathia sanrikuensis ingår i släktet Gnathia och familjen Gnathiidae. Inga underarter finns listade i Catalogue of Life.